# طبقه بندی زمانی ارتباط گرایانه
طبقه‌بندی زمانی اتصال‌گرا نوعی خروجی شبکه عصبی و تابع امتیازدهی مرتبط، برای آموزش شبکه‌های عصبی بازگشتی مانند شبکه‌های حافظه کوتاه-بلند مدت برای مقابله با مشکلات دنباله‌ای که در آن زمان‌بندی متغیر است می‌باشد. از آن می‌توان برای کارهایی مانند تشخیص دست‌خط آنلاین یا تشخیص واج‌ها در فایل صوتی استفاده کرد. CTC به خروجی‌ها و امتیازدهی اشاره دارد و مستقل از ساختار شبکه عصبی زیربنایی است. در سال ۲۰۰۶ معرفی شد.
ورودی دنباله ای از مشاهدات است و خروجی‌ها دنباله ای از برچسب‌ها هستند که می‌تواند شامل خروجی‌های خالی باشد. دشواری آموزش از آنجا ناشی می‌شود که مشاهدات بسیار بیشتر از برچسب‌های موجود است. برای مثال، در فایل صوتی می‌توان چندین برش زمانی وجود داشته باشد که مربوط به یک واج واحد است. از آنجایی که ما تراز بودن دنباله مشاهده شده با برچسب‌های هدف را نمی‌دانیم، توزیع احتمال را در هر مرحله زمانی پیش‌بینی می‌کنیم. یک شبکه CTC یک خروجی پیوسته دارد (به عنوان مثال softmax)، که از طریق آموزش مدل‌سازی احتمال یک برچسب تطبیق داده می‌شود. CTC سعی نمی‌کند مرزها و زمان‌بندی‌ها را یاد بگیرد: دنباله‌های برچسب در صورتی معادل در نظر گرفته می‌شوند که فقط در تراز متفاوت باشند، بدون توجه به جاهای خالی. دنباله‌های برچسب معادل می‌توانند به روش‌های مختلفی رخ دهند - که باعث می‌شود امتیازدهی به یک کار غیر ضروری تبدیل شود، اما یک الگوریتم رو به عقب کارآمد برای آن وجود دارد. سپس امتیازات CTC را می‌توان با الگوریتم پس انتشار برای به روز رسانی وزن شبکه عصبی استفاده کرد.
رویکردهای جایگزین برای یک شبکه عصبی مجهز به CTC شامل مدل مارکوف پنهان است.